# Kostelec nad Černými lesy
Kostelec nad Černými lesy település Csehországban, a Kelet-prágai járásban. Kostelec nad Černými lesy Jevany, Kozojedy, Oleška, Konojedy, Prusice, Přehvozdí, Přistoupim, Tuchoraz, Vitice és Krupá településekkel határos. Lakosainak száma 4194 fő (2024. január 1.).

## Népesség
A település lakosságának változását az alábbi diagram mutatja:
| Lakosok száma | 3451 | 3696 | 3252 | 3500 | 3230 | 3245 | 3661 | 3723 | 3773 | 4194 |
|               | 1869 | 1890 | 1921 | 1950 | 1980 | 2001 | 2017 | 2019 | 2022 | 2024 |